# 奧斯皮塔爾區

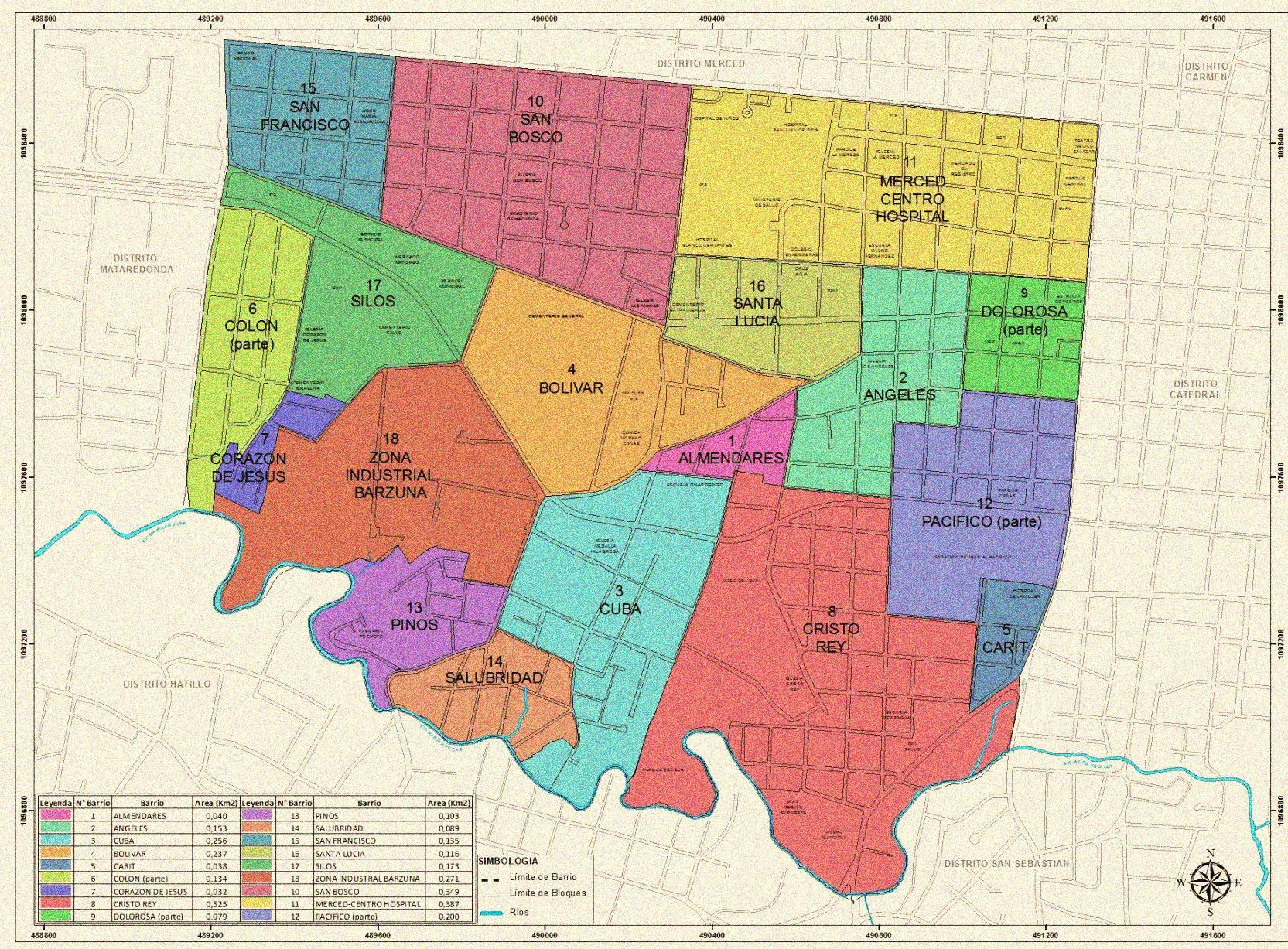

奧斯皮塔爾區（西班牙語：Hospital），是哥斯達黎加的一個區，位於該國中部聖何塞省，始建於1848年12月7日，面積3.38平方公里，海拔高度1,160米，2011年人口19,270，人口密度每平方公里5,701.18人。